# I Got You (пісня Бібі Рекси)
«I Got You» - пісня американської співачки Бібі Рекси. Вона була випущена 28 жовтня 2016, як сингл із її другого міні-альбому (EP) All Your Fault: Pt. 1, і пізніше була включена до її дебютного студійного альбому Expectations. Трек був зроблений командою Captain Cuts.

## Чарти

### Тижневі чарти
| Чарт (2016–17)                            | Найвища позиція |
| ----------------------------------------- | --------------- |
| Австралія (ARIA)                          | 73              |
| Австрія (Ö3 Austria Top 75)               | 60              |
| Бельгія (Ultratip Flanders)               | 14              |
| Бельгія (Ultratop Wallonia)               | 22              |
| Канада (Canadian Hot 100)                 | 38              |
| Чехія (IFPI)                              | 23              |
| Чехія (Singles Digitál Top 100)           | 28              |
| Німеччина (Official German Charts)        | 67              |
| Угорщина (Rádiós Top 40)                  | 20              |
| Угорщина (Single Top 40)                  | 24              |
| Ірландія (IRMA)                           | 67              |
| Італія (FIMI)                             | 89              |
| Ліван (Lebanese Top 20)                   | 17              |
| Mexico Airplay (Billboard)                | 14              |
| Нідерланди (Mega Single Top 100)          | 60              |
| Нідерланди (Dutch Tipparade)              | 8               |
| Португалія (AFP)                          | 33              |
| Russia Airplay (Tophit)                   | 4               |
| Шотландія (Official Charts Company)       | 68              |
| Словаччина (Singles Digitál Top 100)      | 29              |
| Швеція (Sverigetopplistan)                | 29              |
| Швейцарія (Media Control AG)              | 60              |
| Велика Британія (Official Charts Company) | 91              |
| США (Billboard Hot 100)                   | 43              |
| США (Adult Top 40) (Billboard)            | 38              |
| США (Hot Dance Club Songs) (Billboard)    | 1               |
| США (Hot Dance Airplay) (Billboard)       | 33              |
| США (Mainstream Top 40) (Billboard)       | 17              |
| США (Rhythmic) (Billboard)                | 35              |

### Річні чарти
| Чарт (2017)                     | Позиція |
| ------------------------------- | ------- |
| US Dance Club Songs (Billboard) | 44      |

## Сертифікації
| Регіон | Сертифікація | Продажі   |
| --- | ------------ | --------- |
| Австралія (ARIA) | Золото       | 35,000    |
| Канада (Music Canada) | Золото       | 40,000    |
| Франція (SNEP) | Золото       | 75,000    |
| Італія (FIMI) | Золото       | 25,000    |
| Польща (ZPAV) | Золото       | 10,000    |
| Велика Британія (BPI) | Срібло       | 200,000   |
| США (RIAA) | Платина      | 1,000,000 |
| *продажі, що базуються лише на сертифікаціях · ^відвантаження, що базуються лише на сертифікаціях · продажі+прослуховування, що базуються лише на сертифікаціях |              |           |